# Harbour Air
Harbour Air est une compagnie aérienne basée à Vancouver, Colombie-Britannique, Canada. Ayant la particularité de n'utiliser que des hydravions, elle offre des vols réguliers et des charters de passager dans la Colombie-Britannique. 
La compagnie a été créée en 1981 en tant que Windoak Air Service avec pour mission initiale l'organisation de vols charter en hydravion pour l'industrie forestière en Colombie-Britannique. Ces vols charters furent progressivement étendus au tourisme. En 1993, Harbour Air a racheté la compagnie Trans-Provincial Airlines puis West Coast Air en 2010 et whistler air en 2012.

## Vols réguliers
- Vancouver (CXH) - Victoria ( )
- Vancouver (CXH) - Nanaimo ( )
- Vancouver (CXH) - Gulf Islands (Ganges Harbour, Bedwell Harbour, Maple Bay)
- Vancouver (CXH) - Comox
- Nanaimo (ZNA) - Sechelt
- Richmond (YVR) - Victoria ( )
- Vancouver (CXH) - Whistler (De mai a Fin octobre)

## Flotte actuelle

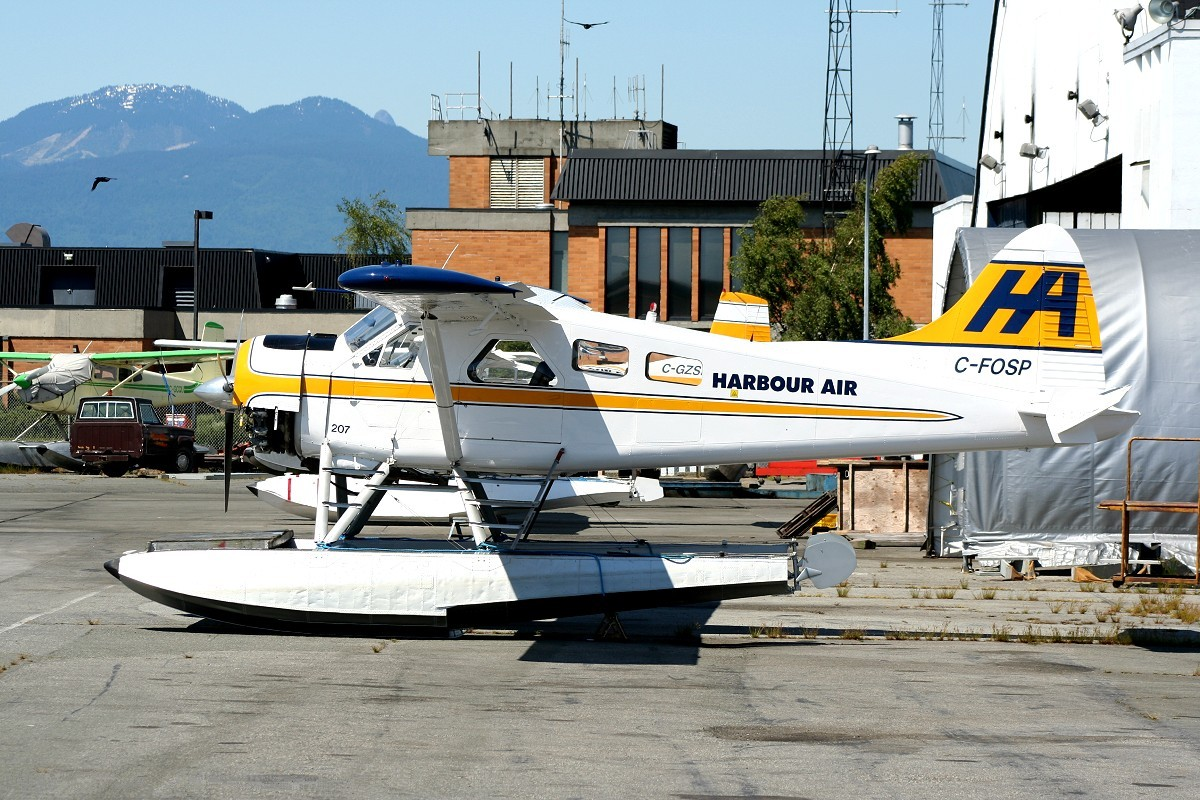
DHC-2 "C-FOSP" à Richmond en juin 2006

- 14 De Havilland DHC-2 Beaver
- 18 De Havilland DHC-3T Otter
- 6 De Havilland DHC-6 Twin Otter
- 1 Cessna C185 Skywagon (en)
- 1 Pilatus PC-12/47E